# Baby, It’s Cold Outside
«Baby, It's Cold Outside» — песня американского композитора и либретиста Фрэнка Лессера. Написана для смешанного дуэта (мужчины и  женщины).
Впервые прозвучала для широкой публики в 1948 году в фильме «Дочь Нептуна», где её исполнили Эстер Уильямс и Рикардо Монтальбан, и была отмечена «Оскаром» в категории «Лучшая оригинальная песня» (на 33-й церемония вручения премии «Оскар», состоявшейся 23 марта 1950 года).
В 1949 году песню записали Джонни Мерсер и Маргарет Уайтинг.

## История
Фрэнк Лессер написал эту песню для своей жены в 1944 году. Премьера состоялась, когда он спел её с женой дуэтом на вечеринке по случаю открытия их собственного отеля «Наварро».

## Другие версии
- Луи Джордан и Элла Фицджералд
- Кармен Макрей и Сэмми Дэвис мл.